# Олесницкий, Добеслав
Добеслав Олесницкий, Добеслав из Олесницы и Сенно (около 1360—1440) — польский военный и государственный деятель, каштелян войницкий (1411—1433), люблинский (1433) и сандомирский (1435), староста краковский (1438), подчаший краковский (1438—1439), воевода сандомирский (1438—1440). Строитель нового замка в Рымануве. Родоначальник рода Сененских.

## Биография
Представитель польского шляхетского рода Олесницких герба «Дембно». Сын Збигнева из Олесницы (ум. после 1358) и Маргариты из Курозвенок. Братья — староста виленский и судья краковский Ян (Ясько) из Олесницы (ум. 1413), подсудок земский сандомирский Завиша из Олесницы (умер ок. 1433) и ловчий сандомирский Пётр из Кшижановиц (ум. 1434/1440).
В 1404 году Добеслав Олесницкий сопровождал польского короля Владислава Ягелло на съезде с великим магистром Тевтонского ордена Конрадом фон Юнгингеном. Великий магистр организовал в честь польского короля рыцарский турнир, в котором приняли участие польские, тевтонские и европейские рыцари. Добеслав Олесницкий прославился на этом турнире, победив несколько тевтонских рыцарей, выставленных великим магистром.
В 1410 году Добеслав Олесницкий принимал участие в Грюнвальдской битве с тевтонскими рыцарями-крестоносцами, где командовал отдельной хоругвью. Вместе с ним сражался его брат, ловчий сандомирский Пётр. Вместе с рыцарем Яном Кобылянским Добеслав Олесницкий руководил осадой Мальборка, столицы Тевтонского ордена.
Владелец Рыманува, который он получил во владение благодаря браку с Катаржиной, дочерью подскарбия коронного Димитра из Горая (1340—1400).
Когда в 1409 году польский король Владислав Ягелло совершал поездку из Кошице в Санок, он посетил Рыманув, где был принят Добеславом Олесницким. В 1413 году каштелян войницкий Добеслав Олесницкий участвовал в подписании Городельской унии между Польшей и Великим княжеством Литовским. В 1422 году он присутствовал при подписании Ягелло Червиньского привилея. В 1430 году Добеслав Олесницкий был свидетелем подписания королем Ягелло Едлинского привилея.
В 1440 году епископ краковский Збигнев Олесницкий, племянник Добеслава Олесницкого, во время своей поездки в Будапешт посетил Рыманув. В этом же году Добеслав Олесницкий скончался.
В 1431 году Добеслав заложил каменный готический костёл в Сенно (Польша), строительство которого было завершено в 1442 году.
После смерти Добеслава Олесницкого владелицей Рыманува была его вдова, Катаржина Горайская Олесницкая, затем их сын Анджей Сененский и внук Викторин Сененский.
31 декабря 1435 года Добеслав Олесницкий участвовал в подписании в Бжесць-Куявском мирного договора между Польским королевством и Тевтонским орденом.

## Семья
В 1413 году Добеслав Олесницкий женился на Катаржине Горайской, дочери подскарбия великого коронного Димитра из Горая (1340—1400). Супруги мели одиннадцать детей:
- Димитр из Сенно (ум. 1465), каштелян саноцкий, пробст скальбмежский, каноник краковский (1452) и гнезненский (1454), дидич Рыманува
- Николай из Сенно (ум. 1484), каноник краковский, схоластик вислицкий (1448), каноник гнезненский (1455), архидиакон сандомирский (1478)
- Ян Сенно и Олеско (ум. до 1477), каштелян львовский, подкоморий перемышльский (1439—1448), староста сандомирский
- Якуб из Сенно (1413—1480), епископ краковский (1461—1463) и куявский (1464—1472), архиепископ гнезненский и примас Польши (1474—1480)
- Павел из Сенно (ум. 1444), секретарь королевский (1439), дворянин королевский (1444)
- Анджей из Сенно (ум. 1494), подкоморий сандомирский (с 1477)
- Зигмунд из Сенно (ум. в детстве)
- Виктор из Сенно (ум. в детстве)
- Збигнев из Сенно (ум. в детстве)
- Марцин из Сенно (ум. в детстве)
- Мацей из Сенно (ум. в детстве)
- Дорота из Сенно (ум. после 1493), жена канцлера великого коронного Яна Ташка из Конецполя (ум. 1455).